# Santiago Marrè Burcet
Santiago Marrè Burcet (Calella, 5 de febrer de 1935) és un promotor cultural especialitzat en cinema, president honorífic de l'entitat cultural Foto-film Calella.
Ha estat president de l'entitat cultural Foto-film Calella durant 25 anys fins a la seva jubilació, després de la qual va passar a ser-ne president honorífic. Des del Foto-film ha organitzat des de 1974 la Trobada Internacional de Cinema 9,5, única en el sector, integrada en els darrers anys en el Festimatge de Calella. Per la seva promoció del cinema, l'any 2013 va rebre la medalla d'or de la UNICA – Unió Internacional de Cinematografia Amateur. També ha format part del consell de redacció de la revista local Estela des de 1987 fins a la seva desaparició el 2012.
L'any 2018 va rebre la Creu de Sant Jordi «pel valor incalculable de la seva tasca de creació, recerca, conservació i divulgació d'imatges cinematogràfiques històriques, de gran interès per al patrimoni audiovisual de Catalunya. Organitzador de les Trobades Internacionals de Cinema 9,5 i del Mercat del Col·leccionista, i president honorari de Foto-Film Calella, la seva trajectòria ha obtingut el reconeixement del sector.»